# Кристофер Нордфелд
Бо Кристофер Нордфелд (швед. Kristoffer Nordfeldt; 23. јун 1989) шведски је фудбалер који игра на позицији голмана. Тренутно наступа за АИК и за репрезентацију Шведске.

## Каријера
Године 2006. је дебитовао за шведску Бромапојкарну, провео је пет сезона, играјући на 103 утакмице у првенству. Највећи део времена проведеног у Бромапојкарни је био први голман тима.
Добре партије Нордфелда су скренуле пажњу стручног штаба холандског Херенвена, за који је потписао 2011. године. Играо је за екипу из Херенвена у наредне четири сезоне.
Придружио се 2015. године велшком клубу Свонзи Сити. Од 17. маја 2018. бранио је за тим на две утакмице у националном првенству.

## Репрезентација
Дебитовао је 2011. године на голу шведске репрезентације. У мају 2018. године, био је уврштен у састав Шведске на Светском првенству у Русији 2018. године.

## Статистика каријере

### Репрезентативна
Ажурирано 5. септембра 2021.
| Репрезентација | Година | Утакмице | Голови |
| -------------- | ------ | -------- | ------ |
| Шведска        |        |          |        |
| 2011           | 1      | 0        |        |
| 2012           | 0      | 0        |        |
| 2013           | 1      | 0        |        |
| 2014           | 2      | 0        |        |
| 2015           | 1      | 0        |        |
| 2016           | 1      | 0        |        |
| 2017           | 1      | 0        |        |
| 2018           | 3      | 0        |        |
| 2019           | 1      | 0        |        |
| 2020           | 1      | 0        |        |
| 2021           | 3      | 0        |        |
| Укупно         | Укупно | 15       | 0      |